# Mycomya nigricauda
Mycomya nigricauda är en tvåvingeart som först beskrevs av Adams 1903.  Mycomya nigricauda ingår i släktet Mycomya och familjen svampmyggor.
Artens utbredningsområde är New York. Inga underarter finns listade i Catalogue of Life.